# Medvegyevo (Mariföld)
Medvegyevo (oroszul: Медведево) városi jellegű település Oroszországban, Mariföldön, a Medvegyevói járás székhelye.
Mariföld központi részén, Joskar-Olától csupán 8 km-re nyugatra helyezkedik el. Helyzetéből következően gazdaságilag a legfejlettebb mariföldi járás székhelye.
Lakossága: 16 841 fő (a 2010. évi népszámláláskor).

## Története
A település a 17. század második felében keletkezett. Lakói földműveléssel foglalkoztak, rozst, lent, kendert, komlót, zöldségféléket termesztettek. A komlót eladásra is termelték, néhányan még a nagy városokba is szállítottak belőle. 
1938-ban megépült a Volga túlsó partján lévő Kozmogyemjanszk felé vezető út. Miután a vasútvonalon fekvő szomszédos falut, Akszamatovót a településhez csatolták, ezzel Medvegyevo vasútállomáshoz jutott. 1992 óta állandó trolibuszjárat is összeköti a köztársasági székhellyel, Joskar-Olával. 
A településen évtizedek óta büntetőintézet működik, mellette 1976-ban rabkórház épült.